# Куштин, Иван Яковлевич
Иван Яковлевич Куштин (1916—1942) — лейтенант Рабоче-крестьянской Красной Армии, участник советско-финской и Великой Отечественной войн, Герой Советского Союза (1940).

## Биография
Иван Куштин родился 21 апреля 1916 года в селе Кучасьево Тамбовской губернии. После окончания семи классов школы и курсов трактористов работал в машинно-тракторной станции. В 1937 году Куштин был призван на службу в Рабоче-крестьянскую Красную Армию. В 1939 году он окончил Саратовское танковое училище. Участвовал в боях советско-финской войны, будучи командиром танкового взвода 1-й лёгкой танковой бригады 7-й армии Северо-Западного фронта.
10 февраля 1940 года взвод Куштина захватил и сутки удерживал важную высоту на подступах к третьей полосе линии Маннергейма. 19 февраля 1940 года Куштин участвовал в штурме нескольких высот, которые прикрывали дорогу на Выборг, уничтожив 3 противотанковых орудия, 2 дзота и командный пункт финской артиллерии. Впоследствии взвод Куштина успешно прошёл в глубокий финский тыл и провёл разведку, после чего доставил ценные данные командованию.
Указом Президиума Верховного Совета СССР от 21 марта 1940 года за «образцовое выполнение боевых заданий командования на фронте борьбы с финской белогвардейщиной и проявленные при этом отвагу и геройство» младший лейтенант Иван Куштин был удостоен высокого звания Героя Советского Союза с вручением ордена Ленина и медали «Золотая Звезда» за номером 378.
С 1941 года — на фронтах Великой Отечественной войны. 8 августа 1942 года лейтенант Иван Куштин погиб в бою под Сталинградом. Похоронен в хуторе Рубежное (Калачёвский район).
Был также награждён орденом Красного Знамени.
В честь Куштина названа улица в Шацке и центральная улица в селе Кучасьево.